# Distretto di Cho Lach
Il distretto di Cho Lach (vietnamita: Chợ Lách) è un distretto (huyện) del Vietnam che nel 2003 contava 134.584 abitanti.
Occupa una superficie di 189 km² nella provincia di Ben Tre. Ha come capitale la città omonima.